# Fatima Maada Bio
Fatima Maada Bio là Đệ nhất phu nhân hiện tại của Sierra Leone với tư cách là vợ của Julius Maada Bio, Chủ tịch thứ năm của Sierra Leone.
Fatima Bio sinh ra và lớn lên tại thị trấn Koidu, quận Kono ở Đông Sierra Leone. Cô là một nữ diễn viên, nhà biên kịch và nhà sản xuất phim từng đoạt giải thưởng trong các bộ phim châu Phi có trụ sở tại Vương quốc Anh. Fatima Bio được coi là một trong những người có ảnh hưởng lớn nhất trong nhiệm kỳ tổng thống của chồng cô Julius Maada Bio.
Fatima Bio là một người Hồi giáo sùng đạo và là thành viên của nhóm dân tộc Mandingo.

## Cuộc sống và giáo dục
Fatima Bio được sinh ra ở quận Kono với tên khai sinh là Tidankay (nhũ danh Jabbie) và Umar Jabbe. Mẹ cô là người Sierra Leone và cha cô là người Gambia.
Cô lớn lên ở Kono và học tiểu học tại trường Hồi giáo Ansarul. Sau đó, cô đến trường trung học St Joseph Convent ở Freetown.
Cô có bằng Cử nhân Nghệ thuật với bằng danh dự về Nghệ thuật biểu diễn của Học viện Roehampton ở London. Cô cũng đã có bằng Cử nhân Nghệ thuật Báo chí tại Đại học Nghệ thuật, Đại học Truyền thông Luân Đôn năm 2017.

## Nghề nghiệp
Trước khi kết hôn với Julius Maada Bio, cô đã có một sự nghiệp thành công trong ngành giải trí dưới cái tên thời con gái Fatime Jabbe.
Năm 2000, cô giành chiến thắng trong cuộc thi Hoa hậu châu Phi.
Cô bắt đầu làm việc trong ngành công nghiệp điện ảnh châu Phi ở London. Cô đã viết, diễn, và sản xuất các bộ phim Nollywood bao gồm "Batter", "Shameful Deceit", "Expedition Africa", "My Soul". Cô đóng vai chính trong bộ phim "Mirror Boy" và giành giải "Nữ diễn viên phụ xuất sắc nhất" tại lễ trao giải ZAFAA 2011.
Năm 2013, cô đã giành giải Pan-African "Người phụ nữ của năm"  từ 'Tất cả các truyền thông châu Phi'. Năm 2013, cô giành giải nữ diễn viên xuất sắc nhất tại Oscar châu Phi ở Washington DC. Cùng năm cô đã giành giải thưởng Gathering of African Best (GAB) vì đã thúc đẩy một cái nhìn tích cực về người châu Phi trên khắp thế giới.

## Hôn nhân và gia đình
Cô kết hôn với Rtd. Thiếu tướng Julius Maada Bio tại một buổi lễ riêng ở London vào ngày 25 tháng 10 năm 2013.
Vào ngày 27 tháng 6 năm 2014, cô hạ sinh một đứa con trai, Hamza Maada Bio, người đã chết ba ngày sau khi sinh.
Vào ngày 7 tháng 9 năm 2015, một năm sau khi mất con trai, cô sinh được một cô con gái khỏe mạnh, Amina.

## Từ thiện
Bio là một người bảo trợ của một số tổ chức từ thiện ở Anh, bao gồm Quỹ John Utaka giúp trẻ em và thanh thiếu niên châu Phi đối phó với các thách thức về sức khỏe.